# Domeck (Minden)
Das Domeck in der ostwestfälischen Stadt Minden in Nordrhein-Westfalen war ein eingeschossiger Ladentrakt nahe dem Verkehrsknotenpunkt in der Innenstadt von Minden. 

## Geschichte
Die eingeschossige Ladenbebauung ist Randbebauung der Zentralen Verkehrshaltestelle. So wendete hier der Oberleitungsbus Minden auf einem Abschnitt mit Hilfsantrieb. Der Mindener Verkehrsverein ließ sie auf dem Grundstück östlich der Alten Rathauses in der dortigen Innenstadt errichten. Im Juni 1950 war Richtfest und viele Ladenbesitzer aus dem durch den Krieg zerstörten Scharn ließen sich hier neben einem Büro des Fremdenverkehrsvereins nieder. Das Domeck wurde im Januar 1976 abgebrochen, um den Neubau des Neuen Rathauses in Minden zu weichen.

## Umgebung
Auf dem östlich vorgelagerten Schuttplatz entstand in den 1950er-Jahren der erste Zentrale Omnibusbahnhof, welcher teilweise auch unter dem Namen Domeck bekannt wurde.